# Acid oleic
Acidul oleic este un acid gras care se găsește natural în diverse grăsimi și uleiuri vegetale și animale. Este un ulei inodor și incolor, însă unele mostre comerciale pot fi galbene. Din punct de vedere chimic, acidul oleic este un acid gras omega-9 mononesaturat (MUFA), cu abrevierea 18:1 cis-9. Formula sa este CH3(CH2)7CH=CH(CH2)7COOH.  Este cel mai răspândit dintre acizii grași naturali. 

## Utilizări
Acidul oleic (în forma de trigliceridă) face parte din dieta normală a oamenilor, fiind găsit în grăsimi animale și uleiuri vegetale.
Sarea sodică a acidului oleic este un component major în săpunuri ca agent emulgator. De asemenea este utilizat și ca emolient.  Cantități mici de acid oleic sunt folosite ca excipient în medicamente, ca emulgator și stabilizator în produse cu aerosoli.  